# Étrelles
Etrelles (bret. Stredell) – miejscowość i gmina we Francji, w regionie Bretania, w departamencie Ille-et-Vilaine.
Według danych na rok 1990 gminę zamieszkiwało 1809 osób, a gęstość zaludnienia wynosiła 67 osób/km² (wśród 1269 gmin Bretanii Etrelles plasuje się na 349. miejscu pod względem liczby ludności, natomiast pod względem powierzchni na miejscu 332.).